# Carl-Alexander von Volborth
Carl-Alexander von Volborth, né le 21 février 1919 à Berlin et décédé le 25 février 2009 à Anvers (Belgique), est un héraldiste, historien et peintre héraldiste américain d'origine prussienne.
Son talent, formé auprès des meilleurs maîtres et muri dans l'étude tant de la théorie que de la pratique de son art, le fit remarquer par les connaisseurs et il fut honoré du prix Gustaf von Numers lors du seizième congrès international des sciences héraldiques et généalogiques d'Helsinki.
Historien, il publia en anglais de nombreux ouvrages concernant la science et l'art héraldique.

## Sociétés savantes
- Membre de "Herold" depuis 1990 (association pour l'héraldique, la généalogie et les sciences connexes à Berlin).
- Membre de l'Académie internationale d'héraldique.

## Ses publications
- Heraldry: Customs, Rules, and Styles Poole, Dorset, New Orchard Editions, 1981.
- The Art of Heraldry Poole, Dorset, Blandford Press, 1984.
- Heraldry of the World (édité par Hubert Chesshyre) Poole, Dorset, Blandford Press, 1973.
- Little Manual of Heraldry: A Synoptical Approach.
- The Very Dubious Codex Senilski (en collaboration avec Marc Van de Cruys), Homunculus, Wijnegem, 2004.
- The Very Peculiar Codex of Pluckingham Court, Homunculus, Wijnegem, 2006.